# Dan Friedkin
Thomas Daniel „Dan“ Friedkin (* 1965 in San Diego, Kalifornien) ist ein US-amerikanischer Unternehmer und CEO der The Friedkin Group und ihres Tochterunternehmens Gulf States Toyota Distributors. Im Juni 2020 wurde sein Vermögen auf 4,1 Milliarden US-Dollar geschätzt.

## Biografie
Dan Friedkin wurde 1965 in San Diego, Kalifornien als Sohn des Unternehmers Thomas H. Friedkin geboren. Er erhielt einen Bachelor-Abschluss von der Georgetown University und einen Master-Abschluss von der Rice University. Er begann nach seinen Abschlüssen, für Gulf States Toyota Distributors zu arbeiten, ein Unternehmen, welches von seinem Vater 1969 gegründet wurde und Autos der Marke Toyota in Texas, Arkansas, Louisiana, Mississippi und Oklahoma vertreibt. Friedkin ist auch ein Investor in das Luxus-Hotelunternehmen Auberge Resorts.
Daneben ist er Filmproduzent und Regisseur. Sein Filmproduktionsstudio Imperative Entertainment produzierte unter anderem 2017 den Film Alles Geld der Welt über die Entführung des Enkels des Ölmagnaten J. Paul Getty und 2018 The Mule unter der Regie von Clint Eastwood. Als Regisseur inszenierte Friedkin 2019 seinen ersten Film The Last Vermeer, der auf dem Telluride Film Festival im August 2019 Premiere hatte.
Im Dezember 2019 nahm Friedkin Verhandlungen über den Kauf des italienischen Fußballclubs AS Rom auf. Am 17. Juni 2020 wurde der Kauf für eine Summe von 591 Millionen Euro abgeschlossen. Im Jahr 2024 übernahm die Friedkin Group den britischen Fußballverein FC Everton.

## Filmografie (Auswahl)

### Produzent
- 2017: Hot Summer Nights
- 2017: Alles Geld der Welt
- 2018: Arizona
- 2018: The Mule
- 2023: Killers of the Flower Moon

### Regie
- 2019: The Last Vermeer